# Zachowanie apetytywne
Zachowanie apetytywne (lub apetencyjne) – popędowe działanie wywołane przez bodźce zewnętrzne lub wewnętrzne, nacechowane wytrwałym dążeniem do osiągnięcia celu, wchodzące w skład łańcucha działań pierwszej fazy zachowania instynktownego.
Prowadzi do znalezienia bodźca wyzwalającego, np. reakcji łowieckiej u drapieżnika czującego woń, odgłos ofiary, ucieczki myszy na widok lecącej pustułki, popisów godowych. Mają one zapewnić przetrwanie osobnika, ostrzeganie innych osobników lub też zachowanie gatunku.
Zachowanie apetytywne wyzwala najczęściej końcowe działanie spełniające, które może decydować o uratowaniu życia danego osobnika.